# Międzynarodowa Unia Biathlonu
Międzynarodowa Unia Biathlonu (ang. International Biathlon Union, skrót IBU) – międzynarodowa organizacja pozarządowa, zrzeszająca 63 narodowych federacji biathlonu. 

Medale na Mistrzostwach Świata i Europy w biathlonie

## Działalność
IBU założono 2 lipca 1993 w Londynie, a jej siedziba mieści się w Anif koło Salzburga. Organizuje ona:
- Mistrzostwami świata
- Pucharem Świata
- Mistrzostwami kontynentalnymi
- Pucharem IBU (dawniej Pucharem Europy)
- Mistrzostwami świata juniorów i juniorów młodszych
- Mistrzostwami kontynentalnymi juniorów
- Pucharem IBU juniorów
- Letnimi mistrzostwami świata

## Prezydenci[2]
| Lp. | Lata      | Imię i nazwisko  | Uwagi      |
| --- | --------- | ---------------- | ---------- |
| 1.  | 1993–2018 | Anders Besseberg |            |
| 2.  | 2018–2018 | Klaus Leistner   | ad interim |
| 3.  | 2018–     | Olle Dahlin      |            |

## Prezydium[3]
- Prezydent: Olle Dahlin
- Wiceprezydent: Jiri Hamza
- Sekretarz generalny: Niklas Carlsson

Członkowie:
- Dr. Franz Steinle
- Max Cobb
- Tore Boygard
- Ivor Lehotan
- Dr. James E. Carrabre